# Iglesia católica de Tabriz
La Iglesia Católica de Tabriz o la Iglesia de San Lázaro es un edificio religioso cristiano que pertenece a los católicos de Irán. Fue construido en 1912, con una fachada de ladrillo. Esta Iglesia posee unos 30x15 metros (de alto y ancho). La torre del campanario se encuentra situada en un pequeño balcón. La iglesia se usa para ceremonias y celebraciones católicas. Esta Iglesia católica está ubicada en el distrito Mearmear de Tabriz.